# The Outlaws (Fernsehserie)
The Outlaws ist eine britische Comedyserie. Sie ist eine Koproduktion von Amazon und BBC. Die Serie folgt sieben Fremden aus unterschiedlichen Lebensbereichen, die gemeinsam ihre Sozialstunden ableisten müssen. The Outlaws wurde von Stephen Merchant und Elgin James erdacht. Die Hauptcast besteht aus Rhianne Barreto, Gamba Cole, Stephen Merchant, Christopher Walken, Darren Boyd, Eleanor Tomlinson und Clare Perkins.

## Geschichte
Eine Gruppe von sieben sehr unterschiedlichen Menschen findet sich in Bristol zusammen, um ihre jeweils gerichtlich auferlegte Sozialarbeit abzuleisten. Während sie einander nach und nach besser kennenlernen, werden sie gewahr, dass einer von ihnen von einem der gefährlichsten Gangster der Stadt bedroht wird – zu seinem Schutz müssen sie zusammenarbeiten.

## Besetzung und Synchronisation
Die deutschsprachige Synchronisation entstand nach den Dialogbüchern sowie unter der Dialogregie von Andreas Pollak durch die Synchronfirma Neue Ton München in Berlin.

### Hauptdarsteller
| Rolle                            | Schauspieler       | Synchronsprecher     |
| -------------------------------- | ------------------ | -------------------- |
| Rani Rekowski                    | Rhianne Barreto    | Samina König         |
| Christian Taylor / Ben Eastfield | Gamba Cole         | Kaze Uzumaki         |
| Gregory Dillard                  | Stephen Merchant   | Alexander Doering    |
| Frank Sheldon                    | Christopher Walken | Hanns Jörg Krumpholz |
| John Halloran                    | Darren Boyd        | Peter Flechtner      |
| Diane Pemberley                  | Jessica Gunning    | Marie-Isabel Walke   |
| Lady Gabriella Penrose-Howe      | Eleanor Tomlinson  | Johanna von Gutzeit  |
| Myrna Okeke                      | Clare Perkins      | Susanne Szell        |
| Sgt Haines                       | Grace Calder       | Diana Ebert          |
| Malaki / Christian Taylor        | Charles Babalola   | Paul Matzke          |
| Der Dean                         | Claes Bang         | Björn Landberg       |
| Earl of Gloucestershire          | Richard E. Grant   | Till Hagen           |
| Margaret                         | Dolly Wells        | Katharina Spiering   |
| Shanthi Rekowski                 | Nina Wadia         | Hassina Burgan       |